# Dgèrnésiais
Het Dgèrnésiais, Guernésiais of Guernsiaans is het Normandisch-Franse dialect dat op Guernsey gesproken werd maar dat nu grotendeels verdrongen is door het Engels.
Het Guernsiaans is onderling verstaanbaar met het Jèrriais in Jersey en het Normandisch van het vasteland. Het is echter meer beïnvloed door het Engels en het Noors.

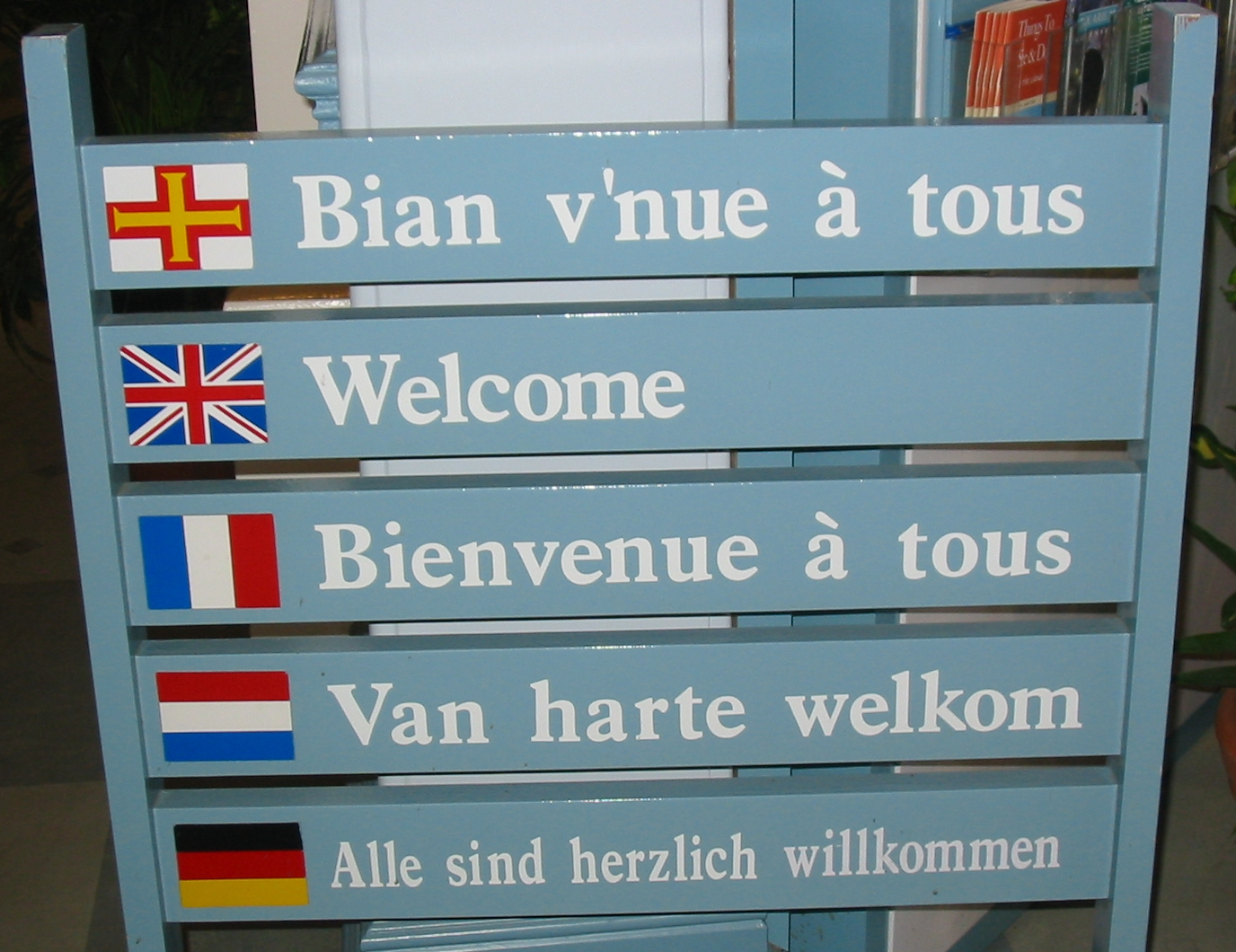
Dgèrnésiais bovenaan de verwelkomingen bij het toerismebureau in St. Peter Port

Elementen van de oorspronkelijke taal van Gernsey zijn nog overvloedig te vinden in de plaats- en straatnamen. Musea, luchthavens, zeehavens en sommige gemeenten gebruiken twee- of meertalige berichtenborden.

## Taalgeschiedenis
Tot in die 19e eeuw bleef het Guernsiaans de omgangstaal van het grootste deel van die bevolking, en tot de Tweede Wereldoorlog verstonden bijna alle inwoners de taal. In kerk- en bestuurszaken was het standaard-Frans gebruikelijk. De overschakeling naar het Engels begon in de 19e eeuw, aanvankelijk vooral door de aanwezigheid van Engelse soldaten op het eiland. De verengelsing zette zich in de 20e eeuw nagenoeg volledig door.

## Fonologie
Metatesis van /r/ is algemeen in het Guernésiais, in vergelijking met het Sercquiais of het Jèrriais.
| Guernésiais | Sercquiais | Jèrriais | Frans    | Nederlands |
| ----------- | ---------- | -------- | -------- | ---------- |
| kérouaïe    | krwee      | crouaix  | croix    | kruis      |
| méquerdi    | mekrëdi    | Mêcrédi  | mercredi | woensdag   |

Andere voorbeelden van metatesis van /r/ zijn te vinden in pourmenade (promenade), persentaïr (present), terpid (driepoot).

## Werkwoorden
aver – hebben (hulpwerkwoord)
| present    | preterite   | imperfect    | future     | conditional  |
| j'ai       | j'aëus      | j'avais      | j'érai     | j'érais      |
| t'as       | t'aëus      | t'avais      | t'éras     | t'érais      |
| il a       | il aëut     | il avait     | il éra     | il érait     |
| all' a     | all' aeut   | all' avait   | all' éra   | all' érait   |
| j'avaöns   | j'eûnmes    | j'avaëmes    | j'éraöns   | j'éraëmes    |
| vous avaïz | vous aeutes | vous avaites | vous éraïz | vous éthêtes |
| il aönt    | il aëurent  | il avaient   | il éraönt  | il éraient   |

oimaïr – liefhebben (reguliere vervoeging)
| present     | preterite    | imperfect     | future        | conditional     |
| j'oime      | j'oimis      | j'oimais      | j'oim'rai     | j' oim'rais     |
| t'oimes     | t'oimis      | t'oimais      | t'oim'ras     | t'oim'rais      |
| il oime     | il oimit     | il oimait     | il oim'ra     | il oim'rait     |
| all' oime   | all' oimit   | all' oimait   | all' oim'ra   | all' oim'rait   |
| j'oimaöns   | j'oimaëmes   | j'oimaëmes    | j'oim'rons    | j' oim'raëmes   |
| vous oimaïz | vous oimites | vous oimaites | vous oim'raïz | vous oim'raites |
| il' oiment  | il' oimirent | il' oimaient  | il' oim'raönt | il' oim'raient  |

## Voorbeelden
| Guernésiais                  | Nederlands                                   | Frans                                          |
| Quaï temps qu’i fait?        | Hoe is het weer?                             | Quel temps fait-il?                            |
| I' fait caoud ogniet         | Het is warm vandaag                          | Il fait chaud aujourd'hui                      |
| Tchi qu’est vote naom?       | Hoe heet je ? letterlijk: Wat is uw naam?    | Comment vous appelez-vous? Quel est votre nom? |
| Coume tchi que l’affaire va? | Hoe gaat het? letterlijk: Hoe gaan de zaken? | Comment vont les affaires ?                    |
| Quaï heure qu'il est?        | Hoe laat is het?                             | Quelle heure est-il ?                          |
| À la perchoine               | Tot ziens                                    | Au revoir À la prochaine (à plus tard)         |
| Mercie bian                  | Dank u wel                                   | Merci beaucoup                                 |